# Izvoarele (Teleorman)
Izvoarele é uma comuna romena localizada no distrito de Teleorman, na região de Muntênia. A comuna possui uma área de 41.09 km² e sua população era de 2882 habitantes segundo o censo de 2007.